# Anarchia - La notte del giudizio
Anarchia - La notte del giudizio (The Purge: Anarchy) è un film del 2014 scritto e diretto da James DeMonaco.
Il film, ambientato in un futuro distopico, è il sequel de La notte del giudizio (2013) e secondo capitolo della serie cinematografica.

## Trama
21 marzo 2023, Stati Uniti, 7:00 p.m. È la notte de "Lo Sfogo" ("The Purge" in originale) annuale, iniziativa indetta dal partito dei Nuovi Padri Fondatori dell'America (New Founding Fathers of America in originale), NFFA, per permettere ai cittadini di "purificarsi" dalle frustrazioni, e mentre Shane e Liz, una coppia prossima alla separazione, rimangono a piedi a causa della manomissione della loro auto, la cameriera Eva Sanchez e sua figlia Cali, dopo aver scoperto che il padre Rico, un uomo gravemente malato, ha deciso di sacrificarsi offrendosi ad una famiglia ricca in cambio di 100.000$, vengono prima aggredite dal vicino Diego e poi trascinate per strada  da uomini armati in tenuta antisommossa per essere uccise da Big Daddy, un uomo su un camion armato di mitragliatrice a canne rotanti. Tutti e due però vengono soccorsi dal sergente Leo Barnes, un uomo misterioso con una missione da compiere, che ferisce Big Daddy; così, Eva propone a Leo di scortare il gruppo a casa di una collega, Tanya, la quale in cambio gli donerà la sua automobile.
Ben presto il gruppo incontra altri uomini in tenuta antisommossa e attrezzati con camion dotati di computer che indicano gli edifici da purificare - come quello dei Sanchez - e monitor che mostrano immagini delle telecamere di sicurezza sparse per la città; è così che si rendono conto che l'attivista Carmelo Jones ha ragione e che quegli uomini agiscono per conto del NFFA.
Dopo aver rischiato molte volte la vita, il gruppo raggiunge casa di Tanya dove, mentre Leo scopre che la donna non ha nessuna automobile, sua sorella Lorraine, che ha scoperto il tradimento del marito con la donna, ingaggia uno scontro a fuoco per ucciderla; è così che i cinque, sempre grazie a Leo, fuggono dall'appartamento ma, poco dopo, vengono catturati da una banda di uomini mascherati che sta rastrellando la città in cerca di persone da vendere all'asta come prede a ricchi annoiati. Quando però il gruppo riesce ad eliminare i ricchi cacciatori, nell'arena entrano gli uomini della sicurezza che uccidono Shane e s'apprestano a uccidere gli altri quando irrompono gli uomini di Carmelo. 
Mentre Liz, volendo vendicare Shane, si unisce agli uomini di Carmelo nella lotta contro Lo Sfogo, Leo, accompagnato da Cali ed Eva, va da Warren Grass, l'uomo che l'anno prima ha investito uccidendolo suo figlio Nicholas guidando in stato di ebbrezza ma che è sfuggito alla legge per un cavillo. Nonostante le due donne cerchino di convincerlo a desistere dal suo piano di vendetta, Leo irrompe in casa di Warren per uscirne pochi minuti prima delle 7 di mattina e venir colpito da Big Daddy, assoldato dal NFFA poiché i comuni cittadini non uccidono abbastanza persone, che lo incolpa di aver contravvenuto a una regola non scritta: non salvare vite durante Lo Sfogo; Big Daddy sta per finire Leo quando Warren, che non è stato ucciso da Leo, uccide Big Daddy pochi secondi prima del suono della sirena che decreta la fine dello Sfogo. 
22 marzo 2023, Stati Uniti, 7:00 a.m. Mentre gli uomini di Big Daddy non possono far altro che ritirarsi, Warren, Cali ed Eva portano Leo di urgenza all'ospedale.

## Produzione
Visto il successo del suo predecessore, la Universal Pictures e Jason Blum annunciarono nel giugno 2013 la volontà di sviluppare un sequel.
Il budget del film, inizialmente intitolato come The Purge 2 è stato di circa 9 milioni di dollari.
Le riprese del film si sono svolte a Los Angeles, guidate dalla Blumhouse Productions, dal 1º gennaio al 10 febbraio 2014.

## Distribuzione
Il primo trailer viene diffuso il 12 febbraio 2014. Per il mercato italiano sono stati diffusi 2 trailer e alcuni video con interviste e dietro le quinte. La pellicola è stata distribuita nelle sale cinematografiche statunitensi il 18 luglio 2014, mentre in quelle italiane a partire dal 23 luglio 2014.

### Edizioni home video
Negli Stati Uniti è stato distribuito in DVD e blu-ray a partire dal 21 ottobre dello stesso anno.

## Accoglienza

### Critica
Su Rotten Tomatoes, il film riceve il 56% delle recensioni professionali positive con un voto medio di 5,4 su 10 basato di 130 critiche, definendo la pellicola come «coraggiosa, macabra, e insolitamente ambiziosa»; tuttavia essa «non risulta essere intelligente o risonante come invece vorrebbe». Su Metacritic ottiene un punteggio di 50 su 100 basato su 32 recensioni. Il pubblico interpellato da CinemaScore ha dato al film come voto una "B" su una scala che va A+ a F.

## Riconoscimenti
- 2014 - Golden Trailer Awards
  - Miglior teaser poster
  - Candidato per il miglior poster horror
- 2015 - People's Choice Awards
  - Candidato per il film thriller preferito dal pubblico
- 2015 - MTV Movie Awards[11][12]
  - Candidato per la performance più terrorizzante a Zach Gilford
- 2015 - Saturn Awards[13]
  - Candidato per il miglior film horror

## Sequel
Nell'ottobre 2014 le tre case di produzione della pellicola, Universal Pictures, Platinum Dunes e Blumhouse Productions, annunciano il terzo capitolo della saga, intitolato La notte del giudizio - Election Year (The Purge - Election Year), iniziata nel 2013. Confermato nel ruolo di regista e sceneggiatore James DeMonaco, che ha ricoperto gli stessi ruoli anche nei primi due film.